# Aleksandar Radović
Aleksandar Radović (montenegrói cirill átírással: Александар Радовић) (Dubrovnik, 1987. február 24. –) olimpiai 4. helyezett (2012) és Európa-bajnoki ezüstérmes (2012) montenegrói válogatott vízilabdázó, a Waspo Hannover bekkje.